# Храмы Самары
Список храмов Самары — православных, католических и протестантских соборов, церквей, домов молитвы, а также синагог, мечетей и других.

## Христианство

### Русское православие

#### Приходы

##### Освящённые до 1917 года
| Название                                                                            | Дата постройки Архитектор                           | Описание Адрес | Изображение                            |
| ----------------------------------------------------------------------------------- | --------------------------------------------------- | --- | -------------------------------------- |
| Вознесенский собор                                                                  | 1848                                                | В XVIII веке деревянная Вознесенская церковь стояла на перекрёстке современных улиц Водников и Комсомольской. Но после пожаров середины XVIII и начала XIX веков для возведения каменного Вознесенского храма было определено новое место. Проект в классическом стиле составили в 1838 году в Симбирске и позже доработали в Санкт-Петербурге. Главный, Вознесенский, придел был освящён в 1848 году, а в 1851 году храм получил статус кафедрального собора. 21 января 1930 года собор был закрыт под выставку восковых фигур клуба кустарей, а позднее передан под склад. И только 15 августа 1993 года в восстановленном храме начали проводиться богослужения. Адрес: ул. Степана Разина, 78                                               | Спасовознесенский собор                |
| Покровский собор                                                                    | 1861                                                | Проект храма был составлен в 1857 году. Строительство было начато 14 сентября 1857 года, а первый престол освящён в 1861 году. Современный вид Покровский собор приобрёл в начале XX века после расширения западного фасада. Архитектура выполнена в стиле московского храмового зодчества XVII века. Службы не прекращались даже после прихода советской власти. В притворе собора погребены епископ Куйбышевский Митрофан (Гутовский) и митрополит Мануил (Лемешевский). 7 ноября 1977 года собор был подожжён неизвестными лицами, отчего почти полностью погибла роспись начала века. Его ремонт занял три года. В 1996 году храм был отреставрирован, а его шатровые покрытия украсились покрытием «под золото». Адрес: ул. Ленинская, 75А | Собор Покрова Богородицы               |
| Храм апостолов Петра и Павла                                                        | 1865 (Александр Щербачёв)                           | Церковь была построена на средства купца Андрея Головачёва и освящена 26 сентября 1865 года. Архитектура храма выдержана в русском стиле. В 1898-99 годах в два раза были увеличены объёмы боковых приделов. В 1939 году церковь закрыли под военный склад, однако в конце Великой Отечественной войны вновь возвратили верующим, отремонтировали и восстановили роспись. Адрес: ул. Буянова, 135А | Храм во имя апостолов Петра и Павла    |
| Софийский храм (Храм во имя святых мучениц Веры, Надежды, Любови и матери их Софии) | 1898 (Александр Щербачёв)                           | Строительство храма началось в 1896 году на средства попечительницы Мариинского приюта для детей-сирот воинов, погибших в русско-турецкой войне, Надежды Шехларёвой. 15 ноября 1898 года храм был освящён. В октябре 1929 года церковь была закрыта, частично разобрана и превращена в музей Ленинского комсомола. Возвращена верующим 22 ноября 1991 года и начала восстанавливаться в сентябре 1993 года. Первое богослужение было проведено 29 сентября 1994 года в канун престольного праздника храма. Адрес: ул. Чапаевская, 136 | Храм во имя святых мучениц             |
| Часовня Святителя Алексия, митрополита Московского                                  | 1890 (Александр Щербачёв), 1998 (Алексей Мелентьев) | Первая часовня была деревянной и разрушилась. Каменная двухэтажная часовня была возведена у Волги и часто страдала от паводков. Новый приход, известный по дореволюционным фотографиям, заложили 15 июля 1888 года. Он строился в русском стиле из красного кирпича. В 30-х годах XX века часовня была разрушена, а восстановлена только в 1998 году Братством Святого Алексия и Организационным комитетом «Самарская часовня». Адрес: пересечение ул. Максима Горького и ул. Пионерской | Часовня Святителя Алексия              |
| Храм Архистратига Михаила                                                           | 1915                                                | На этом месте в 1908 году на средства Василия Сурошникова был построен деревянный молельный дом, освящённый во имя Архангела Михаила. Строительство каменного храма началось в 1915 году на пожертвования В. И. Пустошкина и Е. И. Иванова. Возведённый храм был освящён во имя Рождества Пресвятой Богородицы 13 ноября 1915 года, а один из его приделов — во имя Архистратига Михаила. 17 сентября 1929 года здание передано городскому отделу народного образования под школу. Далее здесь размещались клуб железнодорожников, эвакогоспиталь, эпидемиологическая больница, спортивный зал, а во времена перестройки — кооператив. Адрес: п. Шмидта, ул. Новогородская, 1                                                                   | Храм во имя Архистратига Божия Михаила |

##### Освящённые после 1917 года
| Название                                                                              | Дата постройки Архитектор                      | Описание Адрес | Изображение                                                 |
| ------------------------------------------------------------------------------------- | ---------------------------------------------- | --- | ----------------------------------------------------------- |
| Воскресенский собор                                                                   | 1992                                           | Православный приход создан в 1991 году. Первый православный приход в этом районе города. В 1999 году была построена каменная колокольня. Адрес: ул. Краснодонская, 101 | Свято-воскресенский собор                                   |
| Храм в честь Пророка, Предтечи и Крестителя Господня Иоанна                           | 1992 (Михаил Егоров)                           | В середине XIX века протоиереем Кротковым на этом месте был устроен архиерейский скит и построена деревянная церковь во имя святого Пророка, Предтечи и Крестителя Господня Иоанна. После революции приход закрыли, а помещения отдали под детскую трудовую колонию. Предтеченскую церковь снесли, кладбище было разорено, а близлежащее озеро засыпано. В 80-е годы XX века при проведении земельных работ были обнаружены остатки каменного здания трапезной. Здание бывшей церкви, принадлежащее садово-дачному тресту, передано верующим в 1991 году. В 2000 году на месте бывшего кладбища установлен мраморный памятный крест работы архитектора Алексея Урюпина. Адрес: ул. Ново-Вокзальная, 178 | Храм В честь Пророка, Предтечи и Крестителя Господня Иоанна |
| Храм в честь преподобных Кирилла и Марии Радонежских                                  | 1993                                           | Храм стоит при Самарской Духовной Семинарии, основанной в 1858 году архиепископом Феофилом (Надеждиным). Проект здания семинарии, разработанный архитектором Александром Щербачёвым, был утвержден в Санкт-Петербурге в 1906 году и предусматривал устройство домовой церкви. В 1918 году советские власти приняли решение о закрытии семинарии. Здание было возвращено церкви в 1992 году, а в 1993 году в этом здании открылся храм. Росписи стен храма выполнены Виктором Чемирзовым с группой иконописцев под руководством игумена Мануила (Литвинко), руководителя иконописных мастерских Троице-Сергиевой лавры. Адрес: ул. Радонежская, 2                                                        | Храм в честь преподобных Кирилла и Марии Радонежских        |
| Храм в честь Всех Святых, в земле Русской Просиявших                                  | 1997                                           | Приходу было выделено здание бывшего летнего кинотеатра парка «Юность», которое позже было отреставрировано и приспособлено под нужды верующих. Адрес: п. Управленческий, Банковский пер. |                                                             |
| Троице-Сергиев храм                                                                   | 1997 (Владимир Пшенников)                      | Храм расположен в самой высокой точке города. Под здание прихода первоначально освящено здание бывшего булочного магазина. Позже возведён новый храм. Является подворьем Заволжского мужского монастыря в честь Честного и Животворящего Креста Господня Адрес: Академический пер., 1 |                                                             |
| Храм в честь Воздвижения Честного и Животворящего Креста Господня                     | 1999                                           | Храм располагается в помещении бывшего детского сада, которое пустовало с 1994 по 1999 год. Адрес: проспект Юных пионеров, 36 |                                                             |
| Храм в честь Казанской иконы Божией Матери                                            | 1999 (Алексей Даниленко)                       | Здание в формах русского православного зодчества. Храм строился на частные пожертвования и был освящён 4 сентября 1999 года. Иконостас вырезан из липы в стиле русского барокко в г. Шуе Ивановской области. На колокольне храма установлено 6 колоколов, отлитых в Каменске-Уральском Свердловской области, самый большой из которых весом 680 кг. Адрес: Мехзавод, 3-й квартал, 11 |                                                             |
| Храм в честь святого равноапостольного князя Владимира                                | 1999 (Виктор Крутилин)                         | Приход открылся 28 июля 1999 года в здании бывшего детского сада. Реконструкция и возведение колокольни начались только в 2000 году. В храме установлен иконостас и киоты для икон работы Крутилина. Колокола отлиты в Москве, вес самого большого колокола достигает 500 кг. Гордость храма — старый 16-ти пудовый колокол XIX века. Адрес: проспект Металлургов, 37 | Храм в честь святого равноапостольного князя Владимира      |
| Храм во имя пророка Илии                                                              | 2000                                           | Под приход отдано ветхое здание кинотеатра «Ракета». Проект реконструкции храмового здания выполнен проектной группой ОКС АДС «Волгопромгаз». Особо чтимая святыня — икона Пресвятой Богородицы «Скоропослушница», написанная в Иерусалиме в начале XX века. Адрес: Новокуйбышевское шоссе, 54А |                                                             |
| Храм в честь Святителя Алексия                                                        | 2000 (Юрий Харитонов)                          | Под храм переоборудовано помещение бывшей аптеки на первом этаже жилого 5-этажного дома. Первая служба проведена 7 января 2000 года. С 2001 года начато строительство храма около автостанции «Красная Глинка». С конца 2011 года строительство заморожено. Адрес: посёлок Красная Глинка |                                                             |
| Храм во имя святого Апостола Иоанна Богослова                                         | 2000 (М. Сергеев)                              | Под здание храма освящено здание бывшего детского сада. Регулярные богослужения начались 10 марта 2000 года. При приходе действует воскресная школа и катехизаторская школа для взрослых. В храме установлен алтарь с иконами, установлены колокола. Адрес: улица Георгия Ратнера, 11А |                                                             |
| Храм во имя святого мученика Иоанна Воина                                             | 2000 (Валерий Годына)                          | Приход организован 24 апреля 2000 года. Храм возведён в стиле древнерусских северных церквей. Адрес: (116-й километр) ул. Рижская, 7 |                                                             |
| Храм в честь Новомучеников и исповедников Российских                                  | 2000                                           | Храм возведён по образу церкви Спаса Нерукотворного города Зашиверска в северо-восточной Якутии, построенной в 1700 году. Храм в Прибрежном увеличен по сравнению с прототипом в 1,5 раза, на кровле установлена звонница и западный фасад украшен парадным крыльцом. В 2001 году при храме построена часовня. Адрес: посёлок Прибрежный, ул. Звёздная, 15 |                                                             |
| Храм в честь Святого Великомученика и Целителя Пантелеимона                           | 2000                                           | Приход размещается в некогда заброшенном здании сберегательной кассы. В настоящее время храм перестраивается в соответствии с церковными требованиями. Адрес: Сухая Самарка, ул. Белорусская, 101А |                                                             |
| Часовня иконы Божией Матери «Утоли моя печали»                                        | 2000                                           | Адрес: ул. Коммунистическая, 8 |                                                             |
| Собор равноапостольных Кирилла и Мефодия                                              | 2001 (Валентин Пастушенко и Виталий Самогоров) | Здание храма возведено в стиле неоклассицизма. Высота собора вместе с крестом составляет 57 метров, а колокольни — 73 метра. Храм освящён 24 мая 2001 года. Адрес: ул. Ново-Садовая, 260 (Барбошина поляна) | Собор равноапостольных Кирилла и Мефодия                    |
| Храм в честь благоверного князя Александра Невского                                   | 2001 (Анатолий Баранников)                     | Строительство храма велось 4 года. Стены храма выполнены из кирпича, покрытого штукатуркой. Адрес: п. Зубчаниновка, ул. Транзитная, 111А |                                                             |
| Храм в честь Святителя Николая Чудотворца                                             | 2001                                           | Молитвенный дом выстроен весной 2001 года. Проектируется основной храм в 13 глав. Адрес: ул. Карбышева, 37 |                                                             |
| Храм в честь Святой Троицы                                                            | 2001 (Ю. В. Ларионов)                          | Храм располагается в реконструированном здании насосной станции. Адрес: ул. Воронежская, 137А |                                                             |
| Храм в честь Святых Царственных мучеников                                             | 2001                                           | Освящён в честь царя Николая II и его семейства. Адрес: ул. Бобруйская, 83 |                                                             |
| Часовня в честь святого Александра Невского                                           | 2001                                           | Часовня поставлена на месте пожара 10 февраля 1999 года в здании Самарского областного управления внутренних дел, во время которого погибло более 50 человек. Адрес: ул. Куйбышева, 42 |                                                             |
| Храм-памятник в честь великомученика Георгия Победоносца                              | 2001 (Юрий Харитонов)                          | Храм в формах традиционного русского пятиглавия. Храм звучит двенадцатью колоколами, отлитыми в Каменске-Уральском под Екатеринбургом. Снаружи здание покрыто мрамором и природным белым камнем, а внутри его стены украшают фрески. Адрес: ул. Маяковского, 11 | Храм-памятник в честь великомученика Георгия Победоносца    |
| Храм в честь рождества Пресвятой Богородицы                                           | 2003                                           | Белокаменный храм с синими куполами. Адрес: ул. Мичурина, 98А | Храм в честь рождества Пресвятой Богородицы                 |
| Храм во имя преподобномученицы Великой княгини Елисаветы Феодоровны (Романовой)       | 2003                                           | Весной 2001 года между Самарской епархией и Департаментом здравоохранения Самарской области было подписано Соглашение о долгосрочном взаимосотрудничестве. Весной того же года по инициативе Владимира Середавина, возглавлявшего тогда Самарскую областную клиническую больницу, была зарегистрирована православная община в честь преподобномученицы Великой княгини Елисаветы, новомученицы XX века, творившей дела милосердия и социального служения в Москве в начале XX века. Первое богослужение проведено 18 июля 2003 года. Адрес: ул. Ташкентская, 159 |                                                             |
| Часовня святых Бориса и Глеба Подворья Церкви во имя преподобного Сергия Радонежского | 2004 (Алексей Тузов)                           | Адрес: Парк Победы |                                                             |
| Храм в честь святой мученицы Татианы                                                  | 2006 (Анатолий Баранников)                     | Первые службы состоялись в декабре 2006 года. Храм в традиционном русском стиле. На звоннице установлены одиннадцать колоколов, отлитых на Самарском колокололитейном заводе. Высота храма — около 30 метров. Адрес: ул. Академика Павлова, 1б (Постников овраг) | Храм в честь святой мученицы Татианы                        |
| Храм в честь Трёх Святителей                                                          | 2007                                           | Деревянный семикупольный храм в традициях русского Севера с часовней. Первая служба состоялась 2 марта 2007 года. Возведён на средства Елены Калюжной, строительством руководила Валентина Таран. Адрес: пересечение улиц Стара Загора и Георгия Димитрова. | Храм в честь Трех Святителей                                |
| Храм в честь Собора Самарских Святых                                                  | 2007                                           | Место строительства освящено 12 апреля 2007 года. Каменный однопрестольный храм воздвигнут рядом с местом захоронения жертв сталинского террора. Адрес: пересечение улицы Советской Армии и Московского шоссе Сайт: samsvjat-hram.ru |                                                             |
| Храм во имя иконы Божией Матери «Взыскание погибших»                                  | 2008 (Юрий Харитонов)                          | Деревянный десятикупольный храм в традициях русского зодчества. Купола освящены и установлены 14 мая 2008 года. Адрес: пересечение ул. Ново-Вокзальной и Ставропольской |                                                             |
| Храм в честь всех Святых                                                              | 2008 (Юрий Харитонов)                          | Купола освящены и установлены 14 октября 2007 года. Адрес: пересечение улиц Тухачевского и Киевской |                                                             |
| Храм в честь иконы Божией Матери «Державная»                                          | 2008                                           | Храм построен в неовизантийском стиле. Адрес: ул. Фрунзе, 151 |                                                             |
| Храм в честь Святителя Спиридона Тримифунтского Чудотворца                            | 2009                                           | На сегодняшний день в здании восстановлены коммуникации, создан проект реконструкции. В приходе проводятся церковные службы, а на праздник Вознесения Христова была освящена закладка алтаря. В строящемся храме планируют поставить купола, по завершении строительства необходимо будет приобретать иконы, утварь, отделывать внутреннее помещение храма. Проект будущего Духовно-Просветительского Центра предполагает устройство при храме гостиницы для паломников и небольшого образовательного центра с воскресной школой. Адрес: ул. Советской Армии, 251Б |                                                             |
| Храм Святой Софии Премудрости Божией                                                  | 2019                                           | Освящён 27 сентября 2019 года Святейшим Патриархом Московским и Всея Руси Кириллом. Адрес: ул. Соколова, 1а |                                                             |
| Храм Святой Троицы                                                                    | 2019                                           | Воронежская, 143а |                                                             |

- Часовня в честь святого Николая Чудотворца (ул. Осипенко)
- Храм в честь Иоанна Кронштадтского (Рубёжное кладбище)
- Храм в честь Святого мученика Трифона (ул. Ново-Вокзальная, 108)
- Храм в честь Святителя Митрофана, епископа Воронежского (ул. Лейтенанта Шмидта, 1а)
- Храм в честь Святителя Николая (п. Берёза, квартал 2, строение 9)
- Храм в честь Успения Пресвятой Богородицы (парк «Дружбы»)
Архитектор — Юрий Харитонов.
- Часовня в честь жён-мироносиц (пересечение Московского шоссе и проспекта Масленникова)
- Часовня в честь святой равноапостольной царицы Елены (ул. Стара-Загора, 271А)
- Храм в честь святых Царственных мучеников (ул. Ерошевского, 29)
- Часовня во имя великомученика и целителя Пантелеймона (Санаторий имени В. П. Чкалова)
- Храм-часовня во имя святого преподобного Серафима Саровского (Барбошина поляна)
Архитектор — Юрий Харитонов.
- Храм в честь священномученика Владимира, митрополита Киевского и Галицкого (посёлок Кряж)
- Храм Похвалы Пресвятой Богородицы (Металлург)
Архитектор — Юрий Харитонов.
- Храм в честь Смоленской иконы Божией матери (пос. Управленческий, пересечение улиц Сергея Лазо и Парижской Коммуны)
- Храм в честь равноапостольного царя Константина и матери его царицы Елены (Острогожский проезд, 6)
- Храм в честь Иконы Божией Матери «Знамение»  (Студёный овраг, 34Б)
- Храм в честь преподобного Силуана Афонского (проспект Кирова, 42а)
- Храм в честь Святителя Луки Крымского (ул. Александра Матросова, 2А/1)
- Церковь Иоакима и Анны (ул. Стара Загора, 269А)
- Православный приход в честь святых князей Петра и Февронии — покровителей семьи (ул. Стара Загора, 222а)
- Храм в честь святой преподобной Марии Египетской — (5-я просека, 99г).

#### Монастыри
| Название                              | Дата основания | Описание Адрес | Изображение                |
| ------------------------------------- | -------------- | --- | -------------------------- |
| Иверский женский монастырь            | 1860           | Открытие в Самаре женской общины состоялось в январе 1850 года по инициативе граждан. Обитель названа в честь иконы Божией Матери «Иверской», которую пожертвовала купчиха Екатерина Марихина. 21 августа 1860 года Иверская женская община стала монастырём. К 1917 году в нём стояло четыре каменных храма: во имя Успения Божией Матери, во имя Иверской иконы Божией Матери, во имя святого Чудотворца Николая и трапезный храм во имя «Иерусалимской» иконы Божией Матери. В 1896 году на территории монастыря похоронен П. В. Алабин. В 1919 году монастырь был закрыт, а на его бывших владениях создана швейная артель. Храмы перешли в распоряжение вновь зарегистрированной общины верующих. В начале 30-х годов был взорван Успенский собор и разрушена 65-метровая колокольня. Второе рождение женского монастыря началось в 1991 году, когда образовалась новая женская община Иверская, получившая в 1994 году статус монастыря. Храмы возвращены обители, восстановлена ограда и колокольня, восстанавливаются утраченные церкви. На территории монастыря установлен и освящён поклонный крест, выполненный скульптором Вячеславом Клыковым. Адрес: Волжский проспект, 1 | Иверский женский монастырь |
| Свято-Воскресенский мужской монастырь | 2003           | В 1989 году открыт Воскресенский приход, храм которого начали возводить в 1992 году. В 1998 году построили трапезную и 33-метровую колокольню с золочёным куполом. В 2003 году церковь в честь Воскресения Христа Спасителя преобразована в Свято-Воскресенский мужской монастырь. Теперь здесь хранятся старинные иконы, написанные на Афоне, например, образ Божий Матери «Взыскание погибших», датируемый XVIII веком. Адрес: ул. Краснодонская, 101 |                            |

### Старообрядчество

#### Русская православная старообрядческая церковь
Община старообрядцев Белокриницкой иерархии официально зарегистрирована 22 декабря 1906 года Самарским губернским правлением.
| Название                                    | Дата постройки Архитектор | Описание Адрес | Изображение                                 |
| ------------------------------------------- | ------------------------- | --- | ------------------------------------------- |
| Храм Казанского образа Пресвятой Богородицы | 1915                      | Проект храма был утверждён собранием общины 3 июня 1913 года, и 30 июля 1913 года поступило разрешение построить новый каменный храм на земле, пожертвованной Марией Саниной, вдовой потомственного почётного гражданина Самары Ивана Санина. Храм освящён в декабре 1915 года архиепископом Московским и всея Руси Мелетием. Храм был двухпрестольный. Один престол освящён в честь Казанского образа Пресвятой Богородицы, второй — в честь святого апостола и евангелиста Иоанна Богослова. 8 января 1916 года начались регулярные богослужения. После установления советской власти 19 ноября 1918 года храм с его имуществом изъяли, однако общине было позволено проводить в нём службы. 26 декабря 1929 года церковь была окончательно закрыта и позднее осквернена: отдана под Дом Техники. В начале 1990-х годов храм приватизировало одно из акционерных обществ, владевшее им при советской власти, под проект переоборудования его в концертный зал. Однако проект не был реализован. 24 мая 2004 года храм ошибочно был передан Русской православной церкви, и только в октябре 2006 года после вмешательства митрополита Московского и всея Руси Андриана храм был отдан в собственность общины Адрес: улица Льва Толстого, 14 | Храм Казанского образа Пресвятой Богородицы |

#### Русская Древлеправославная Церковь
Самарская община Русской Древлеправославной церкви (Новозыбковской иерархии, дореволюционное наименование — «беглопоповцы») насчитывает несколько сотен человек. Самарская община Русской Древлеправославной Церкви — одна из крупнейших старообрядческих общин Самары.
| Название                                                                   | Дата постройки Архитектор | Описание Адрес | Изображение |
| -------------------------------------------------------------------------- | ------------------------- | --- | ----------- |
| Храм во имя Покрова Пресвятыя Богородицы                                   | 1990                      | Освящён 14 октября 1990 года. Является центром храмового комплекса, с 2006 года стал кафедральным — резиденцией епископа волжского. Адрес: ул. Стандартная, 26 |             |
| Женский древлеправославный монастырь в честь Святого Славного Пророка Илии | 1998                      | 14 июля 1998 года получено разрешение на строительство в Самаре женского древлеправославного монастыря в честь Святого Славного Пророка Илии. 2 августа того же года было освящено место будущего монастыря. В настоящее время строительство завершено. Адрес: ул. Промышленности, 223. |             |

#### Древлеправославная поморская церковь
Первые поморцы поселились в Самаре в середине XIX века. С началом Первой мировой войны сюда стали
стекаться беженцы из прифронтовых территорий, в их числе было более ста семей старообрядцев из разных губерний. Почти все они становились прихожанами самарской общины. В конце 1929 года общину распустили. И только 19 августа 1991 года была зарегистрирована «Община Древлеправославной церкви Поморского закона Брачного согласия», которая в наше время является одной из крупнейших старообрядческих общин Самары.
| Название                                           | Дата постройки Архитектор | Описание Адрес | Изображение                          |
| -------------------------------------------------- | ------------------------- | --- | ------------------------------------ |
| Храм во славу Казанской иконы Пресвятой Богородицы | 1878                      | Молитвенный дом построен в 1878 году, отобран у верующих в 1929-м, возвращён в 1993-м и вновь открыт для богослужений в 1996-м. После реконструкции освящён в честь Казанской иконы Пресвятой Богородицы. Первая праздничная служба в частично отремонтированном храме прошла 14 января 1996 г. Адрес: ул. Льва Толстого, 17. | Древлеправославная поморская церковь |

### Армянская апостольская церковь
Первая самарская армянская община «Святой Гевонд» была основана в октябре 1918 года. Община добилась разрешения у местной власти на открытие молитвенного дома армяно-григорианской церкви и учредила своё церковно-приходское попечительство. В 1922 году церковь была закрыта, а в июле 1929 года община прекратила своё существование. Второе рождение армянской общины состоялось в 1995 году.
| Название                                                 | Дата постройки Архитектор          | Описание Адрес | Изображение |
| -------------------------------------------------------- | ---------------------------------- | --- | ----------- |
| Армянская Апостольская церковь Святого Креста «Сурб Хач» | 2003 (Ваган Каркарьян, Мкртчян В.) | Возведение здания начато в октябре 1998 года по благословению главы Российско-Армянской и Новонахичеванской епархии архиепископа Тирана. Освящение состоялось в ноябре 2003 года. Возведён на средства предпринимателя Артура Мартиросяна и Администрации Самарской области. Адрес: Постников овраг, ул. Ново-садовая |             |
| Армянская часовня                                        | Ваган Каркарьян, Мнацаканян А.     | |             |

### Католицизм
В середине XIX века в Самаре существовала довольно большая католическая община. Для совершения богослужений приезжал священник из Казани. Католический приход в Самаре появился лишь в 1888 году.
| Название                      | Дата постройки Архитектор | Описание Адрес | Изображение                   |
| ----------------------------- | ------------------------- | --- | ----------------------------- |
| Храм Пресвятого Сердца Иисуса | 1906 (Фома Богданович)    | В 1902 году началось строительство каменного храма в готическом стиле. Руководил строительством известный самарский архитектор Александр Щербачёв. Освящение церкви состоялось 12 февраля 1906 года. Высота здания 47 метров. Адрес: ул. Фрунзе, 157 | Храм Пресвятого Сердца Иисуса |

### Протестантизм

#### Лютеранство
| Название                        | Дата постройки Архитектор | Описание Адрес | Изображение                     |
| ------------------------------- | ------------------------- | --- | ------------------------------- |
| Лютеранский храм Святого Георга | 1865, 1991 (Вервик)       | Русский купец Е. Н. Аннаев пожертвовал средства на постройку Римско-Католической церкви. Но в 1863 году в связи с восстанием в Польше, по согласию Аннаева, здание было передано Лютеранской общине под приход Святого Георга. Фасад выдержан в готическом стиле, восходящем к немецким средневековым базиликам. Храм был закрыт в 1930 году. После реставрации по проекту штутгардского архитектора Вервика приход был вновь освящён 19 августа 1991 года. В 1999 году комплекс задний храма был передан в пользование Евангелическо-лютеранской общине Святого Георга г. Самары. 15 июля 2010 года подписано распоряжение Правительства РФ о передаче комплекса кирхи в собственность общины. Впервые в Росси церковное имущество было передано в собственность христианской общине, не относящейся к Русской Православной Церкви. Храм является памятником истории и культуры федерального значения. Адрес: ул. Куйбышева, 115—117 | Лютеранский храм Святого Георга |

#### Баптизм
Первые баптистские общины на самарской земле появились в Новоузенском уезде в селах Малый Узень, Александров Гай, Орлов Гай в конце XIX века. Первое упоминание о баптистах в Самаре относится к 1898 году. Миссионерская деятельность их развернулась в среде самарских молокан. В 1902 году было совершено первое водное крещение на реке Самаре, что положило начало существованию самарской общины. К концу XX века самарская община баптистов является одним из крупнейших центров баптизма в России.
| Название               | Дата постройки Архитектор | Описание Адрес | Изображение |
| ---------------------- | ------------------------- | --- | ----------- |
| Церковь «Преображение» | 1981                      | Строительство здания началось осенью 1976 года. 30 мая 1981 года состоялось торжественное освящение храма. 15-16 февраля в Куйбышевской Церкви состоялось Всероссийское совещание служителей Церквей. Адрес: ул. Перекопская, 30 |             |
| Церковь «Благодать»    |                           | Адрес: ул. Советская, 117А |             |
| Церковь «Вознесение»   |                           | Адрес: п. Управленческий, ул. С.Лазо, 11 |             |
| Церковь «Благая весть» |                           | Адрес: п. Зубчаниновка, ул. Ленина, 95 |             |
| Церковь «Воскресение»  |                           | Адрес: ул. Куйбышева, 68 |             |
| Церковь «Возрождение»  |                           | Адрес: ул. Аминева |             |

#### Полноевангельская церковь
| Название                                                              | Дата постройки Архитектор | Описание Адрес | Изображение |
| --------------------------------------------------------------------- | ------------------------- | --- | ----------- |
| Базовая Церковь Епархиального Управления Церкви Божьей «Христос Миру» | 1990                      | Церковь располагается в здании бывшего кинотеатра «Вымпел». В 2005 году началась реконструкция здания. Адрес: ул. Революционная, 68 |             |
| Церковь Божья поселка Мехзавод                                        |                           | Адрес: п. Мехзавод, квартал 3, дом 1а                                                                                               |             |
| Церковь Божья поселка Петра Дубрава                                   |                           | Адрес: п. Петра-Дубрава, д/к «Восход»                                                                                               |             |

## Ислам
«Пятивременная» мечеть в виде молитвенного дома, находящегося во дворе дома имама, существовала в Самаре с 1856 года. Прихожане молились в разных частных домах, и была большая потребность в настоящей, добротной мечети. Самарские мусульмане обратились к симбирскому фабриканту Тимербулату Акчурину, который откликнулся на обращение своих единоверцев, купил участок земли и возвёл первую в Самаре мечеть.
| Название                       | Дата постройки Архитектор | Описание Адрес | Изображение |
| ------------------------------ | ------------------------- | --- | ----------- |
| Историческая мечеть            | 1891                      | Здание построено на средства фабриканта Тимербулата Акчурина. Единственная каменная мечеть из сохранившихся исторических мечетей губернии. Возвращено верующим в 2005 году. Адрес: ул. Алексея Толстого, 61. Сайт: http://tarihi-mechet.ru/ |             |
| Самарская соборная мечеть      | 1999 (Расим Вальшин)      | Открыта для верующих 28 ноября 1999 года. Объемно-пространственная структура соборной мечети традиционно проста — это вытянутый параллелепипед с размерами сторон 21,6×57,60 метров, на продольной оси возвышается минарет высотой в 61 метр и купол диаметром 13,5 метра. Молитвенный зал на 1000 человек занимает южную половину здания. Адрес: ул. Стара-Загора, 54 |             |
| Мечеть                         | 2007                      | Адрес: п. Кряж |             |
| Мечеть                         | 1967                      | Здание площадью 80 м² переоборудовано из частного жилого дома в 1967 году. В 1985 году был возведён пристрой. В 2005 г. произведена реконструкция и строительство 23-метрового минарета. Адрес: Малый тупик, 127 |             |
| Мечеть булгарского возрождения | 2010                      | Начало строительства в 2008 г., окончание в 2010. Адрес: п. Зубчаниновка, ул. Чекистов, 49 |             |
| Молельное помещение            |                           | Адрес: п. Мехзавод |             |
| Молельное помещение            |                           | Адрес: пр. Кирова, Кировский вещевой рынок |             |

## Иудаизм
| Название                     | Дата постройки Архитектор | Описание Адрес | Изображение                  |  |
| ---------------------------- | ------------------------- | --- | ---------------------------- |  |
| Самарская хоральная синагога | 1908 (Зельман Клейнерман) | Построена в мавританском стиле. 31 августа 1908 года состоялось открытие и освящение синагоги. В начале XX века она была самым большим иудейским храмом Европы. 19 октября 1928 года хоральная синагога была закрыта и передана в использование под дом культуры, позже там разместился хлебозавод. 20 февраля 1995 года здание синагоги включено в перечень объектов исторического и культурного наследия регионального значения. Адрес: ул. Садовая, 49 | Самарская хоральная синагога |  |
| Синагога «Ор Эсраэль»        | 2008                      | Свиток Торы, подарок общине самарских евреев от Московской хоральной синагоги, был торжественно внесён в синагогу 27 января 2008 года. Названа в память об Эсрале Пейсехе Вайсе, младшем брате раввина Самары Шмуэля Вайса. Адрес: ул. Садовая, 52 |                              |  |
| Синагога                     | 1880 г.                   | Здание постройки середины XIX века. Открыта как синагога кантонистов в 1880 году, официально признана в 1895 году. Никогда не закрывалась. В настоящий момент в пользовании хасидского «Иудейского общества г. Самары» (ФЕОР). Адрес: ул. Чапаевская, 84 Б |                              |  |